# Sztuka podstępu
Sztuka podstępu (tytuł oryginału: The Art of Deception: Controling the Human Element of Security) – książka autorstwa Kevina Mitnicka na temat socjotechniki, wydana w roku 2002. W Polsce wydana w roku 2003 przez wydawnictwo Helion, w tłumaczeniu Jarosława Dobrzańskiego.
Książka opisuje stosowane przez Mitnicka techniki uzyskiwania tajnych informacji z użyciem inżynierii społecznej. Autor udowadnia, że najsłabszym punktem kosztujących miliony dolarów systemów bezpieczeństwa jest zawsze człowiek. Całość podparta jest wieloma przykładami zaczerpniętymi z życia codziennego, opisującymi zastosowanie technik wpływania na innych ludzi, jednakże wszystkie przedstawione sytuacje są fikcyjne, ponieważ Mitnick w czasie pisania Sztuki podstępu objęty był sądowym zakazem publikowania szczegółowych informacji nt. swojego życia.
Książka zawiera także dodatek opisujący przykładową politykę bezpieczeństwa firmy.

## Promocja książki w Polsce

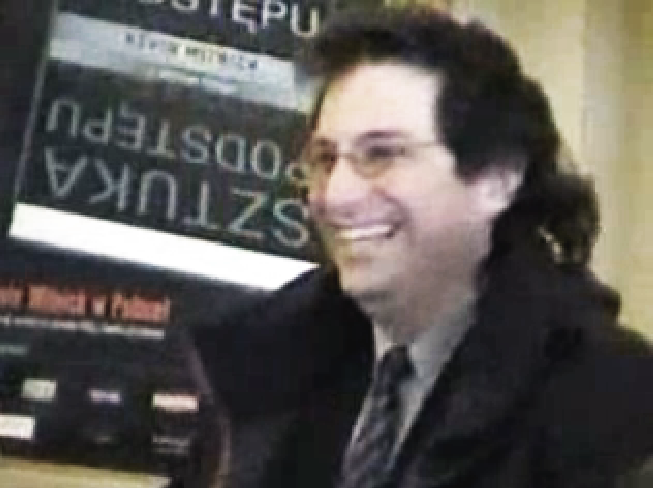
Kevin Mitnick w Polsce podpisuje egzemplarze Sztuki podstępu

W lutym 2003 roku Mitnick otrzymał od wydawnictwa Helion oficjalne zaproszenie na promocję swojej książki. Niecały miesiąc później, 6 marca, przyleciał do Polski odwiedzając kolejno Warszawę (6 marca), Wrocław (7 marca), Łódź (10 marca) i Sopot (11 marca). Mitnick odbył w tym czasie 7 spotkań autorskich, konferencję prasową, zamknięty wykład dla kadry kierowniczej Grupy Ergo Hestia oraz czat z użytkownikami portalu onet.pl.

Mitnick na tyle miło wspomina tę wizytę, że poświęcił jej miejsce w swojej autobiografii pisząc, że "był przyjmowany przez tłum jak gwiazda rocka". O popularności swojej książki w Polsce napisał tak: 

Moja książka stała się numerem jeden na liście bestsellerów w całym kraju, wyprzedzając nawet nową książkę papieża Jana Pawła II. Ktoś z miejscowych przedstawił mi takie wyjaśnienie: "w postkomunistycznej Polsce każdy, kto pokona system, jest bohaterem!".